# لا لیگا ۱۴–۲۰۱۳
فصل ۱۴–۲۰۱۳ لا لیگا (که به دلایل حمایت مالی به‌عنوان لیگ BBVA (بانکو بیلبائو) شناخته می‌شود) هشتاد و سومین فصل از زمان تأسیس آن بود. روزهای مسابقه در ۹ ژوئیه ۲۰۱۳ قرعه کشی شدند. فصل در ۱۷ اوت ۲۰۱۳ آغاز شد و در ۱۸ مه ۲۰۱۴ به پایان رسید. تمام لیگ‌های برتر اروپایی به‌دلیل برگزاری جام جهانی فوتبال ۲۰۱۴ زودتر از فصل قبل به پایان رسیدند. الچه، ویارئال و آلمریا پس از صعود از دسته دوم این فصل در لا لیگا به مصاف هم رفتند.
اتلتیکو مادرید، رئال مادرید و بارسلونا چندین بار در طول فصل برتری را عوض کردند. با ورود به آخر هفته بازی، اتلتیکو مادرید سه امتیاز از بارسلونا قهرمان سال ۲۰۱۳ پیش بود. با این حال، با رویارویی دو تیم، بارسلونا می‌توانست با یک برد قهرمان شود. این بازی با تساوی به پایان رسید و اولین قهرمانی لیگ را پس از هجده سال برای کولچونروس و در مجموع دهمین عنوان قهرمانی آنها به ارمغان آورد. این اولین بار از فصل ۰۴–۲۰۰۳ بود که باشگاهی غیر از بارسلونا یا رئال مادرید که به ترتیب دوم و سوم شدند، عنوان قهرمانی را کسب کردند. اوساسونا، وایادولید و رئال بتیس در رده سوم جدول قرار گرفتند و سقوط کردند.
کریستیانو رونالدو برای اولین بار برنده جایزه بهترین بازیکن لا لیگا شد. رونالدو به‌عنوان بهترین گلزن با ۳۱ گل، جایزه پیچیچی را به‌همراه کفش طلای اروپا به‌دست‌آورد. آنخل دی ماریا با ۱۷ پاس گل، بیشترین پاس گل را داشت. تیبو کورتوا برنده جایزه زامورا به‌عنوان بهترین دروازه‌بان شد.